# Świergotek stepowy
Świergotek stepowy (Corydalla godlewskii) – gatunek ptaka z rodziny pliszkowatych (Motacillidae). Jego tereny lęgowe leżą na obszarze od południowej Rosji na wschód po Zabajkale i północno-wschodnie Chiny oraz na południe po południową Mongolię, zimowiska – głównie na Półwyspie Indyjskim. Nie jest zagrożony wyginięciem.

## Taksonomia
Po raz pierwszy gatunek opisał Władysław Taczanowski w 1876. Holotyp pochodził z okolic rzek Argun na terenie Zabajkala. Autor nadał nowemu gatunkowi nazwę Agrodoma godlewskii. Obecnie (2022) Międzynarodowy Komitet Ornitologiczny umieszcza świergotka stepowego w rodzaju Anthus, podobnie jak autorzy HBW; Kompletna lista ptaków świata wymienia ten gatunek w rodzaju Corydalla, do którego należą niektóre gatunki przypisywane wcześniej do Anthus. Świergotek stepowy to gatunek monotypowy. Dawniej bywał łączony w jeden gatunek wraz ze świergotkiem polnym (C. campestris).
Epitet gatunkowy upamiętnia Wiktora Godlewskiego (1831–1900) – polskiego przyrodnika zesłanego przez władze carskie na Syberię.

## Morfologia
Długość ciała wynosi 15–17 cm, masa ciała – 17–30,5 g. W upierzeniu nie występuje dymorfizm płciowy. Wierzch ciała płowobrązowy. Głowę i płaszcz pokrywają wyraźne pasy, szczególnie mocno zaznaczone na płaszczu. Tęczówka ciemnobrązowa. Spód ciała jasnopłowy. Górna część piersi ciemnobrązowo paskowana. Świergotek stepowy jest bardzo podobny do świergotka szponiastego (C. richardi); w terenie najlepiej odróżniać je po głosie. Dla obserwatora istotną cechą jest ubarwienie pokryw skrzydłowych średnich u ptaków dorosłych (pojedyncze wykształcają taką barwę już w 1. jesieni życia ptaka). Ich brzegi są jasne ochrowopłowe, szerokie i ostro zarysowane, środki zaś – prostokątne, tępe i ciemne. U podobnych świergotków szponiastych krawędzie tych piór są nieco bardziej rozmyte i węższe, ciemniejsze, rdzawobrązowe, a ciemny środek ma kształt klina. Typowy dla gatunku wzór znajduje się jedynie na środkowych pokrywach średnich, zewnętrzne i wewnętrzne są często nietypowo ubarwione. Wzór ten może być słabiej widoczny w przypadku znoszonego upierzenia. Paski pokrywowe u świergotków stepowych są jaśniejsze i wyraźniejsze niż szponiastych, dziób – krótszy, szpiczasto zakończony, brew – przeważnie krótsza, a ogon – krótszy.

## Zasięg występowania
Świergotki stepowe gniazdują głównie na obszarze od południowej Rosji (wschodni Ałtaj) na wschód po Zabajkale i północno-wschodnie Chiny (Mongolia Wewnętrzna) oraz na południe po południową Mongolię. Północna granica zasięgu lęgowego przebiega na szerokości 56°N. Według szacunków BirdLife International tereny te zajmują 2,76 mln km². Wbrew doniesieniom z XX wieku, według Alstroma i Milda (2010) brak udokumentowanych stwierdzeń na południe od równoleżnika 42°N. Świergotki stepowe zimują głównie w Indiach (oraz na pobliskim Cejlonie) z wyjątkiem niektórych regionów w północno-zachodniej, północnej i wschodniej części kraju. Część zimowisk znajduje się w Bangladeszu i Mjanmie. Na przelotach świergotki stepowe pojawiają się również w środkowych i północnych Chinach oraz w Nepalu.
Świergotki stepowe sporadycznie zalatują do północno-zachodniej Europy. Zagubione osobniki pojawiają się również w innych krajach. W Korei Północnej do 2002 świergotka stepowego stwierdzono 1 lub 2 razy. Być może te ptaki pojawiają się tam częściej, gdyż stwierdzano je w sąsiadującej chińskiej prowincji Liaoning oraz w Korei Południowej, przez którą migrują. Do grudnia 2018 w Omanie stwierdzony 8 razy. W Turcji przed listopadem 2012 stwierdzony raz, a od tego miesiąca do lutego 2013 – kolejne 5 razy. W kwietniu 2005 po raz pierwszy obserwowano, a przy tym również udokumentowano zdjęciami, świergotka stepowego w Mikronezji. Była to również pierwsza obserwacja dla wysp Oceanu Spokojnego w ogóle i zarazem mająca miejsce w najbardziej wysuniętym na wschód punkcie względem zasięgu tego gatunku (przynajmniej do 2011). W Polsce odnotowany po raz pierwszy we wrześniu 2018 w Jastarni. Obserwacja została udokumentowana zdjęciami i nagraniem głosu.

## Ekologia i zachowanie
Głównymi środowiskami lęgowymi świergotków stepowych są suche, porośnięte trawą skaliste zbocza górskie, stepy (zarówno górskie, jak i położone na równinach), trawiaste doliny i nagie zbocza gór, a na Zabajkalu również zarośla karagany (Caragana) na kamienistych stepach. Rzadko gniazdują także na podmokłych łąkach. Wybierają suchsze środowiska niż świergotki szponiaste, ale nie tak suche i piaszczyste, jak świergotki polne. W zachodniej części zasięgu gniazdują do 3350 m n.p.m. Na przelotach w Nepalu notowane były od 75 do 4710 m n.p.m. Na zimowiskach w indyjskim stanie Karnataka występują do 750 m n.p.m. Pożywieniem świergotków stepowych są głównie niewielkie owady i inne bezkręgowce; prócz tego drobne nasiona.

### Lęgi
Świergotki stepowe opuszczają zimowiska w Indiach pod koniec kwietnia lub na początku maja. W podobnym okresie zaczynają przybywać na tereny lęgowe, choć przeważnie ma to miejsce w środku maja. Jaja składane są w maju. Dobrze ukryte na ziemi gniazdo utworzone jest z traw, ma kształt miseczki. Zniesienie liczy 3–5 jaj. Inkubacja trwa 12–14 dni. Wysiaduje jedynie samica. Czas potrzebny do opierzenia się młodych był nieznany przynajmniej do 2004 roku.

## Status i zagrożenia
IUCN uznaje świergotka stepowego za gatunek najmniejszej troski nieprzerwanie od 1988 (stan w 2022). Liczebność światowej populacji nie została oszacowana, ale ptak ten opisywany jest jako pospolity w swym zasięgu lęgowym, na zimowiskach w Indiach – lokalnie pospolity. BirdLife International uznaje trend liczebności populacji za prawdopodobnie stabilny ze względu na brak widocznych zagrożeń.